# Cineclube Coxiponés
O Cineclube Coxiponés é um cineclube brasileiro pertencente a Universidade Federal de Mato Grosso. Fundado em 21 de janeiro de 1977 pela professora Therezinha de Jesus Arruda e pelo jornalista Gabriel Papazian, atualmente é um aparelho de cultura vinculado à Coordenação de Cultura e Vivência da Pró-reitoria de Cultura, Extensão e Vivência (PROCEV) da UFMT, sendo o mais antigo do estado e um dos mais longevos do Brasil.
Em quase cinquenta anos de existência, o Cineclube Coxiponés atua de modo contínuo em ações cineclubistas e de preservação da memória audiovisual regional, brasileira e latino americana. O espaço realiza semanalmente atividades de exibição, formando públicos e promovendo o acesso da população local a obras que dificilmente participam de circuitos comerciais de exibição. Além disso, o Cineclube realiza atividades de formação e pesquisa por meio de cursos, oficinas, bate-papos, seminários e publicações. 
Dentre as atividades de difusão, destaca-se a Mostra de Audiovisual Universitário e Independente da América Latina (MAUAL) realizada pelo Cineclube há mais de vinte anos. A MAUAL vem se consolidando como a principal vitrine para a produção audiovisual universitária e independente de Mato Grosso, com projeção crescente no cenário de mostras e  festivais brasileiros e latino-americanos. O acervo da MAUAL congrega um importante grupo de filmes de curta duração de MT, de outros estados do Brasil e de diversos países latino-americanos, com mais de 1.000 curtas catalogados.  
Com a criação do bacharelado em Cinema e Audiovisual, em 2018, e do Programa de Pós-graduação em Comunicação (PPGCOM), em 2020 na UFMT, o Cineclube vem se fortalecendo por meio de parcerias com pesquisadores, docentes e discentes, promovendo a integração entre ensino, pesquisa e extensão. A partir de 2022, o Cineclube tem atuado diretamente na produção de publicações científicas, por meio do seu projeto editorial que conta com duas coletâneas de textos investigativos sobre o "Cinema e Audiovisual em Mato Grosso" (Vol. 1 - 2022; Vol. 2 - 2023).
Desde 2018, o Cineclube Coxiponés integra a Rede Cineclubista de Mato Grosso (REC-MT), que reúne agentes de preservação, difusão, pesquisa e realização audiovisual. Em 2023, por meio de sua supervisora, o Cineclube Coxiponés se vincula à Associação Brasileira de Preservação Audiovisual ABPA e à Rede Universitária de Acervos Audiovisuais RUAAv. O espaço também mantém contato com instituições parceiras como a Cinemateca Brasileira, o Museu da Imagem e do Som de Cuiabá (MISC) e o Núcleo de Documentação e Informação Histórica Regional da UFMT (NDHIR), por meio de trocas de experiências, consultorias, recuperação e transferência de acervos.

## História

### Anos 1970
Em 21 de janeiro de 1977, o então reitor da UFMT Gabriel Novis Neves assinou a portaria de criação do Cineclube Coxiponés, cuja fundação foi realizada pela professora Therezinha de Jesus Arruda e pelo jornalista Gabriel Papazian. Seu nome foi atribuído em homenagem a um dos subgrupos da etnia Bororo. Povo de luta e resistência, os coxiponés habitavam a região onde hoje é o bairro de São Gonçalo, às margens do rio Cuiabá. Em 1979, entraram em cena a professora Marília Beatriz de Figueiredo Leite e dois universitários que se tornaram os principais cineclubistas à frente do Coxiponés: Epaminondas de Carvalho Filho e Clóvis Rezende Matos. A presença desses jovens colaboradores era uma forma de oxigenar as ideias e se aproximar dos estudantes, estimulando o debate com a comunidade universitária. 
Com a vigilância cerrada dos militares aos cineclubes na década de 1970, o Coxiponés buscou apoio de embaixadas para realizar mostras de filmes, como alternativa viável nos anos de chumbo. À época, um desafio que estimulava a equipe envolvia a ousada missão de exibir filmes de países que constituíam a chamada “cortina de ferro”, principalmente títulos da União Soviética. A estratégia para trazer as cópias em 35mm e 16mm envolvia rotas alternativas, passando pelo México e pelo Panamá, até chegar em Cuiabá, onde eram retirados no posto da Polícia Federal.

### Anos 1980

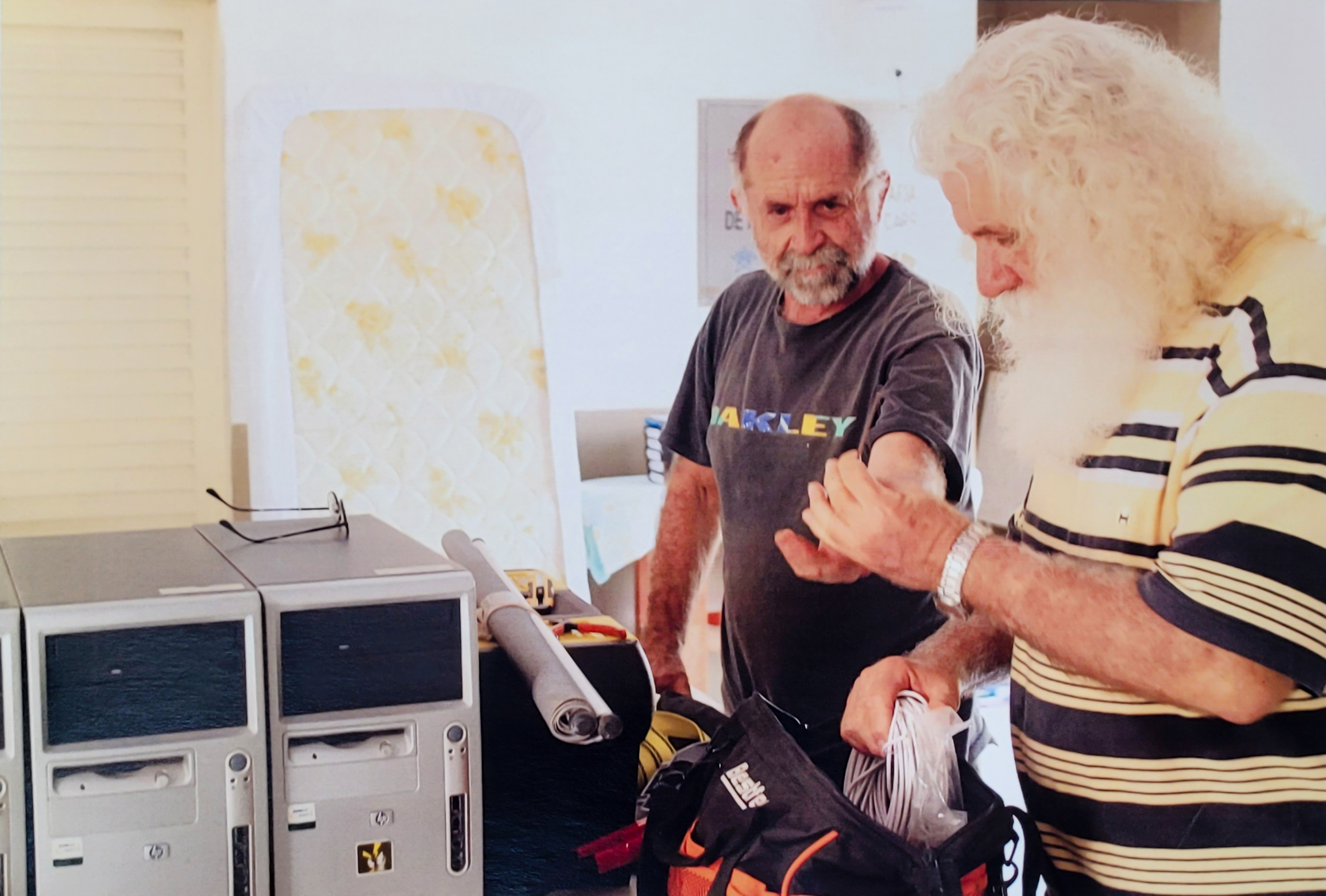
Cinema Circulante - Epaminondas de Carvalho e Clóvis Matos

Na década de 1980, sob supervisão de Clóvis Matos, agora servidor concursado da UFMT, as atividades do Cineclube passaram a se diversificar, seguindo o que estava estabelecido no seu estatuto. O Coxiponés passou a produzir filmes no formato Super 8, a partir de oficinas de produção oferecidas à época. Também foi um período em que a equipe do Coxiponés se aventurou por precárias estradas do interior de Mato Grosso para projetar filmes em praças públicas e outros espaços alternativos, dando início ao projeto Cinema Circulante.

### Anos 1990
Em 1992, o Coxiponés passa a ser dirigido pelo cineasta Luiz Borges, servidor técnico da UFMT. Era um período de crise para o cinema brasileiro. O presidente Fernando Collor havia extinguido a Embrafilme, o que dificultou sobremaneira a aquisição de títulos para exibição em 16mm. A programação era centrada, principalmente, na cinematografia alemã, devido ao apoio do Instituto Goethe e contratos com a Poli Filmes, distribuidora com a qual o Coxiponés trabalhava. Nesse período, a equipe era formada por Epaminondas Carvalho Filho, Ana Paula Duarte, Sofia Amiden, Eliete Alves (Lica) e apoio técnico de Sebastião Palma e do professor Mário Amiden, além de contar com estagiários. 
Nesse período, além do trabalho com difusão e produção de filmes, o Coxiponés passou a investir também na preservação da memória do cinema em Mato Grosso. O interesse de Luiz Borges pela história do cinema mato-grossense levou a UFMT a adquirir o acervo da Família Papazian (filmes e fotografias que traçam um retrato da sociedade cuiabana da primeira metade do século XX). A aquisição de outros filmes históricos sobre Mato Grosso e a necessidade de condições de preservação estimulou a luta por uma sede própria. Infelizmente, um incêndio atingiu metade das fotografias do acervo Papazian, quando ainda estavam armazenadas no prédio da reitoria, nos anos de 1990. Com a demora na construção de um local adequado para o acervo, os filmes de Lázaro Papazian foram levados, antes do acidente, para a Cinemateca Brasileira e escaparam do fogo. Em meados da década de 2000 o acervo fotográfico de Lázaro Papazian foi repassado ao Museu de Imagem e Som de Cuiabá (MISC). Em 2023, ele retornou à UFMT e se encontra abrigado no Núcleo de Documentação e Informação Histórica Regional (NDHIR).
Ainda no período em que esteve à frente do Cineclube Coxiponés, Luiz Borges e sua equipe iniciaram, em 1993, a produção de uma mostra de filmes brasileiros. Tudo começou com uma retrospectiva do cinema mato-grossense. O evento aconteceu no auditório da Escola Técnica Federal de Mato Grosso com a exibição dos filmes "Alma do Brasil", de Líbero Luxardo; "Caramujo-Flor", de Joel Pizzini; e "Olhos, Espelho, Luz", experiência cinematográfica fruto de um curso intitulado Núcleo de Cinema, ocorrido em Cuiabá, em 1991. Após essa retrospectiva, veio uma mostra de curtas metragens paulistanos exibida em 35mm. Animado com a recepção do público, Luiz Borges e equipe criaram o projeto da Mostra Brasileira de Cinema e Vídeo de Cuiabá, que saiu do papel graças a um convênio entre a UFMT, governo estadual, prefeitura de Cuiabá, Federação das Indústrias de MT e Sebrae com patrocínio da Kodak. Durante suas quatro primeiras edições, a Mostra foi realizada pelo Cineclube Coxiponés, transformando-se, depois, no Festival de Cinema e Vídeo de Cuiabá.

### Anos 2000
Nas comemorações de 25 anos de sua criação, em 2002, o Cineclube Coxiponés realizou a primeira Mostra Nacional de Vídeos Universitários, que futuramente viria a se chamar MAUAL - Mostra de Audiovisual Universitário e Independente da América Latina, coordenada por Sérgio Brito e José Amilcar Bertholini (Zunga, supervisor à época). Nascia, então, a oportunidade de jovens talentos universitários projetarem na tela grande suas próprias produções, muitas delas gestadas em sala de aula e que raramente eram apreciadas por um público mais amplo. 

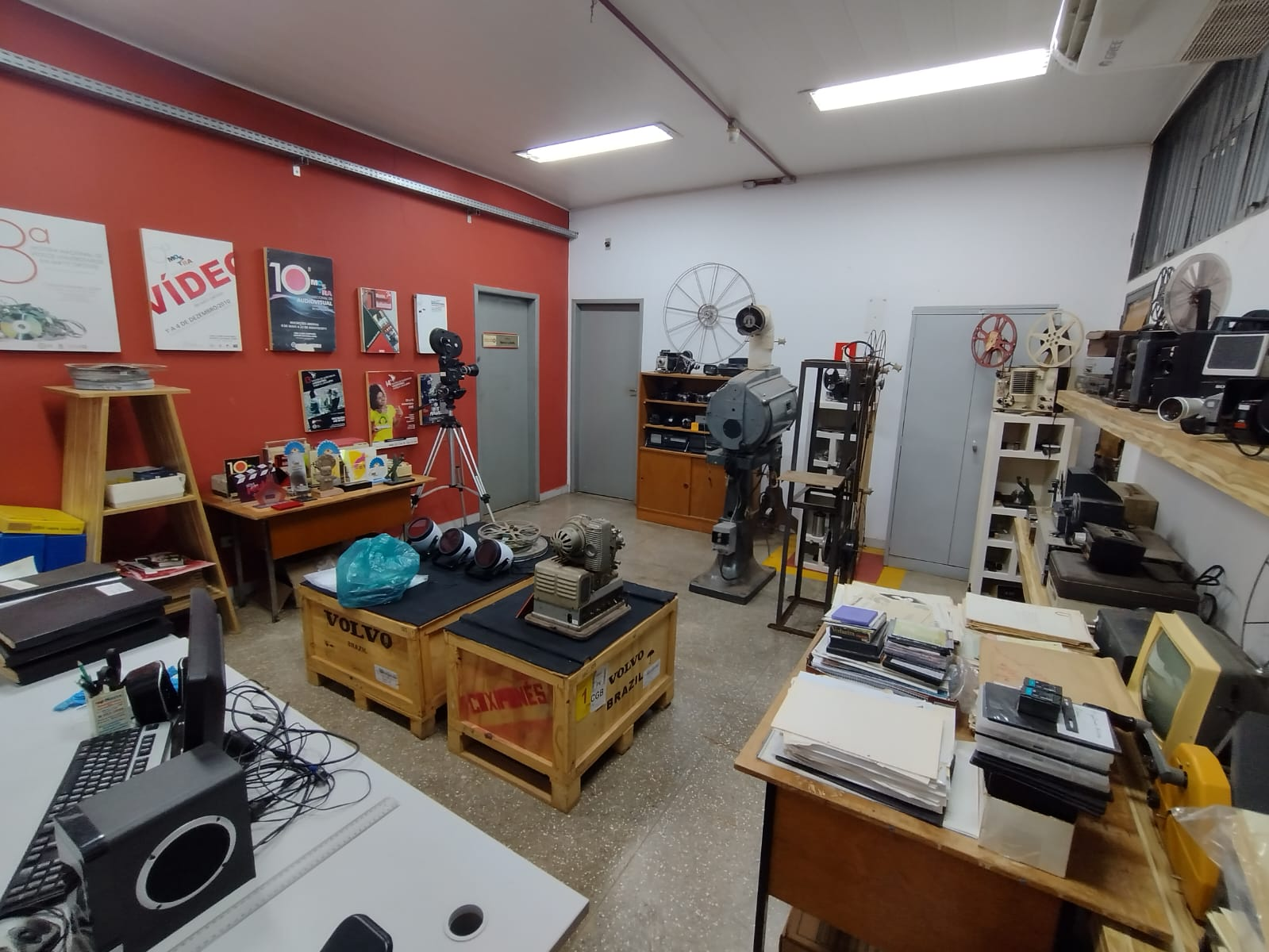
Museu Cineclube Coxiponés

Em 2006, sob a coordenação do professor Moacir Francisco Barros, o acervo passa a ser digitalizado e armazenado em DVD e formatos digitais. Um ano depois, Moacir tornou-se coordenador do Coxiponés, atuando no cargo por 10 anos.

### Anos 2010
A década de 2010 foi um período em que o Coxiponés investiu na participação em editais de estímulo a programas e projetos de extensão, o que permitiu a ampliação de suas ações. O programa de extensão “Cinematografando” nasceu dessas articulações, com recursos do PROEXT e contando com a colaboração do professor do Departamento de Comunicação Social, Diego Baraldi e da produtora cultural e colaboradora do Cineclube, Caroline Araújo. 
O Coxiponés também participou do Circuito em Construção, evento que reuniu cineclubes do Brasil inteiro no Rio de Janeiro para discutir formas de sustentabilidade cineclubista. O evento foi importante para aproximar o Coxiponés da cena cineclubista brasileira que efervesceu entre 2008 e 2012, com a expansão do número de cineclubes no país. Em 2017, o Coxiponés contou com a supervisão do produtor cultural da UFMT, Luzo Reis, que manteve as sessões regulares semanais: a Sessão Coxiponés, às quintas-feiras e a sessão Cine Cochilão, às quartas-feiras. Neste mesmo ano, o Cineclube Coxiponés, com o apoio da Pró-Reitoria de Cultura, Extensão e Vivência, também programou atividades especiais para comemorar os 40 anos de cineclubismo na UFMT. Fizeram parte dessa programação uma exposição no Museu de Arte e Cultura Popular da UFMT, lançamentos de filmes, oficinas audiovisuais e a Mostra Latitude de Filmes Mato-Grossenses.
A partir de 2018, sob supervisão do professor Diego Baraldi, o Cineclube Coxiponés investiu na regularidade das sessões de cinema (realizadas em diferentes dias da semana), quase sempre seguidas de conversas entre os participantes. Com a criação do Curso de Cinema e Audiovisual da UFMT, o Coxiponés passa a abrigar, no período matutino, aulas de diferentes disciplinas do curso, intensificando a parceria que já existia com os Cursos de Comunicação Social da UFMT, em especial com o de Radialismo.  Após itinerâncias e oficinas de cineclubismo realizadas nos campus Barra do Garças, Rondonópolis e Sinop da UFMT, e de uma articulação com diferentes agentes e instituições que trabalham com audiovisual no Estado, foi realizado, durante a MAUAL 2018, um encontro que resultou na criação da Rede Cineclubista de Mato Grosso, programa que reúne agentes e iniciativas dedicadas a atividades de ativismo, difusão, debate, ensino, pesquisa, crítica, acervo e realização audiovisual.

### Anos 2020
Com a pandemia de Covid-19, em 2020, a equipe do Coxiponés se viu forçada a adaptar suas ações para o ambiente virtual. A programação destacou a recuperação e difusão da memória do audiovisual mato-grossense iniciado em anos anteriores. A ação “Temporada de Filmes Online” ampliou a visibilidade para obras produzidas no Estado nos últimos 40 anos, fazendo circular mais de 80 títulos entre curtas, médias e longas-metragens. A iniciativa foi uma parceria entre o Coxiponés, realizadores, o Cine Teatro Cuiabá e a Rede Cineclubista de Mato Grosso. A programação foi compartilhada no blog do Cineclube na Plataforma Cultura e Vivência da UFMT e nas redes sociais do Cineclube e do Cine Teatro Cuiabá.
O momento da pandemia foi preponderante para o lançamento de outra atividade do Cineclube Coxiponés: a série “Cine Comentário Sonoro”, com publicação de comentários de autores e autoras sobrepostos ao conteúdo de imagem e som de curtas-metragens. Pelo menos 35 episódios foram publicados nesse formato.
Em ambiente virtual, a MAUAL daquele ano, além de exibir filmes, ofereceu oficinas e laboratórios de desenvolvimento de projetos audiovisuais e realizou conversas online sobre filmes exibidos na Mostra. O evento também foi oportunidade para o Encontro da REC-MT, com balanço de atividades realizadas por diferentes iniciativas e ativistas do cineclubismo em Mato Grosso em 2020. Outra ação importante no período da pandemia foi a disponibilização de conteúdos audiovisuais da trajetória recente do Coxiponés no Canal do YouTube do Cineclube, incluindo curtas compartilhados na "Temporada de Filmes Online", episódios da série "Cine Comentário Sonoro", vinhetas realizadas para a MAUAL e documentários que contam um pouco sobre a trajetória do Cineclube Coxiponés e da MAUAL. 
Em 2021, a supervisão do Cineclube passou a ser exercida pelo professor do curso de Sociologia da UFMT, Carlos Eduardo Amaral de Paiva. Ainda sob efeitos da pandemia, o Cineclube manteve, a princípio, as atividades em ambiente virtual e foi, aos poucos, adaptando-se para ações de modo híbrido. O cine Belo Belo, iniciativa extensionista de alunos do curso de Cinema e Audiovisual foi uma delas. A atividade que havia iniciado antes da pandemia continuou por meio de plataformas de livre acesso como o YouTube e o Instagram, durante as supervisões dos professores Diego Baraldi e Carlos Eduardo Amaral de Paiva. A MAUAL 2021 ocorreu de modo híbrido com sessões presenciais no Teatro Zulmira Canavarros e online no canal Youtube do Cineclube Coxiponés. 
Em 2022, a supervisão do Coxiponés ganhou a condução da professora do curso de Cinema e Audiovisual da UFMT, Leticia Capanema. Com o retorno das atividades presenciais, o Cineclube realizou a exposição comemorativa dos 45 anos do Coxiponés no MACP. Foi mais um belo momento de celebração da resistência cineclubista, superando as adversidades do momento político-cultural brasileiro e da crise sanitária. Mais uma vez, o Museu de Arte e Cultura Popular abriu as portas ao público para ver e rever momentos marcantes da história do cineclube mais antigo de Mato Grosso e das pessoas que por lá passaram.
É também em 2022 que o Cineclube abre uma nova frente de atuação no campo da publicação acadêmica com a organização do primeiro volume da série de livros “Cinema e Audiovisual em Mato Grosso”, lançado em outubro de 2022, durante a 21a MAUAL. Em continuidade ao projeto, em 2023, é lançado o segundo volume. As coletâneas reúnem ensaios, artigos, relatos de experiências, resenhas, críticas e entrevistas em torno da experiência audiovisual, em diferentes períodos, no estado de Mato Grosso. As publicações foram organizadas pelos professores Aline Wendpap, Diego Baraldi, Gilson Costa e Letícia Capanema.

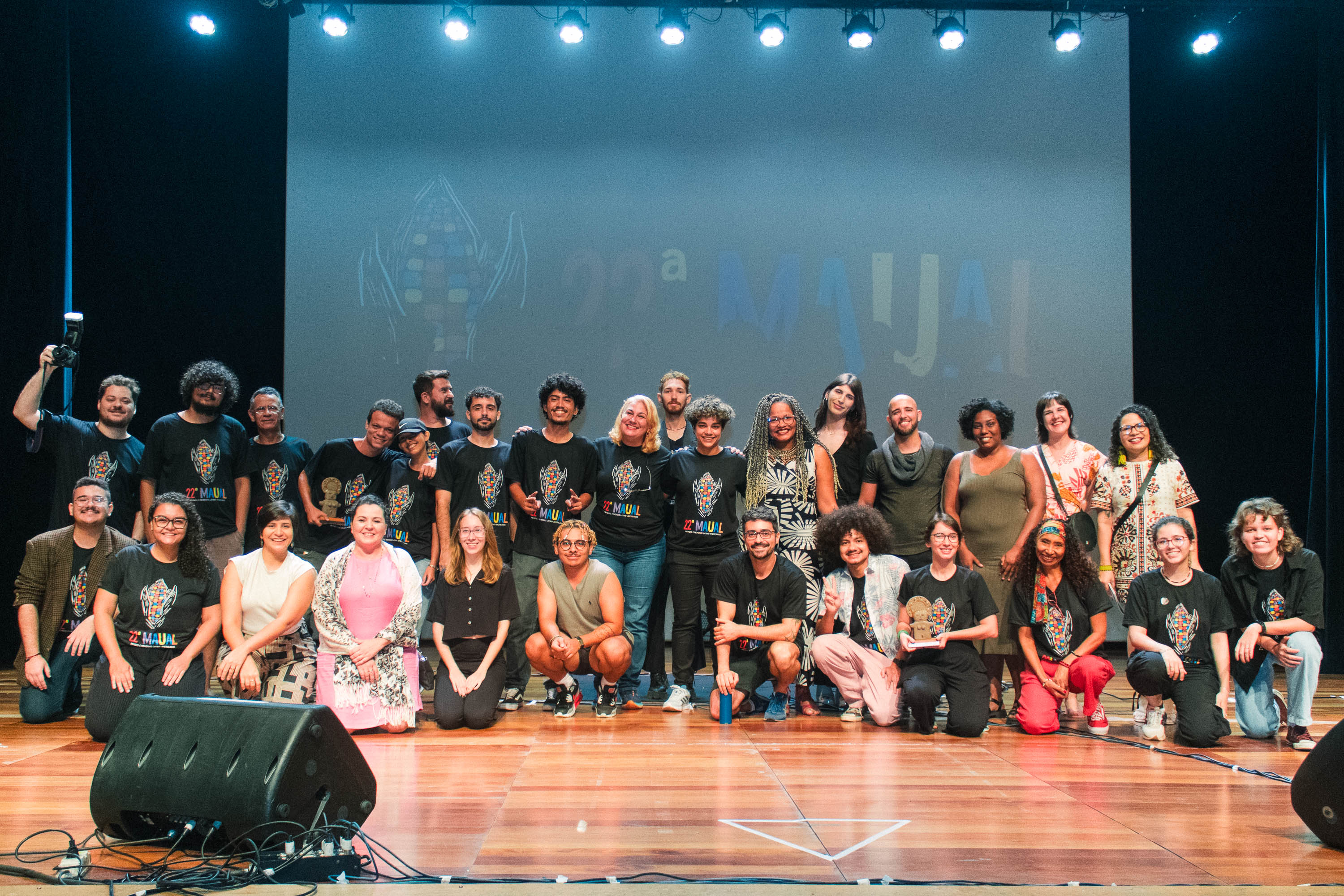
Equipe da 22a Maual

Ainda em comemoração aos 45 anos do Cineclube, é também lançada a primeira temporada do podcast "Além da Memória" que, por meio de entrevistas e depoimentos, apresenta episódios da história do Coxiponés com a participação de Marília Beatriz, Epaminondas de Carvalho Filho, Clóvis Matos, Benedito Maia, Moacir Barros e Letícia Capanema, que relatam memórias de suas vivências cineclubistas. Durante a MAUAL de 2023, é lançada a segunda temporada do podcast, com relatos de Clóvis Matos, Epaminondas de Carvalho e Elton Martins sobre o mais antigo projeto do Cineclube Coxiponés, o Cinema Circulante, voltado à itinerância cineclubista em MT e em outros estados do Brasil.
A partir de sua 22a edição, a MAUAL passa a contar com a produção executiva da documentarista, roteirista e curadora audiovisual Danielle Bertolini. Alcançando o número histórico de 325 inscrições, é na edição de 2023 que ocorre o primeiro MAUAL LAB, o Laboratório de Desenvolvimento de Projetos Audiovisuais, que ofertou consultorias gratuitas com profissionais renomados no Brasil para realizadores mato-grossenses selecionados. 
Em 2023 o Cineclube Coxiponés inicia um amplo projeto para reestruturação de seu Museu e de seus acervos documentais, fílmicos e fotográficos. O projeto conta com atividades de triagem, catalogação e digitalização de acervos, além da elaboração de um projeto expográfico para o Museu do Audiovisual em parceria com professores e alunos do curso de Arquitetura da UFMT. Os projetos receberam recursos da UFMT, da Secretaria de Estado de Cultura, Esporte e Lazer de Mato Grosso, e do CNPq .

## Localização
O Cineclube Coxiponés está localizado no Centro Cultural da UFMT na Avenida Edgar Vieira, número 513-549, bairro Boa Esperança em Cuiabá - Mato Grosso.